# Eubulides (Gattung)

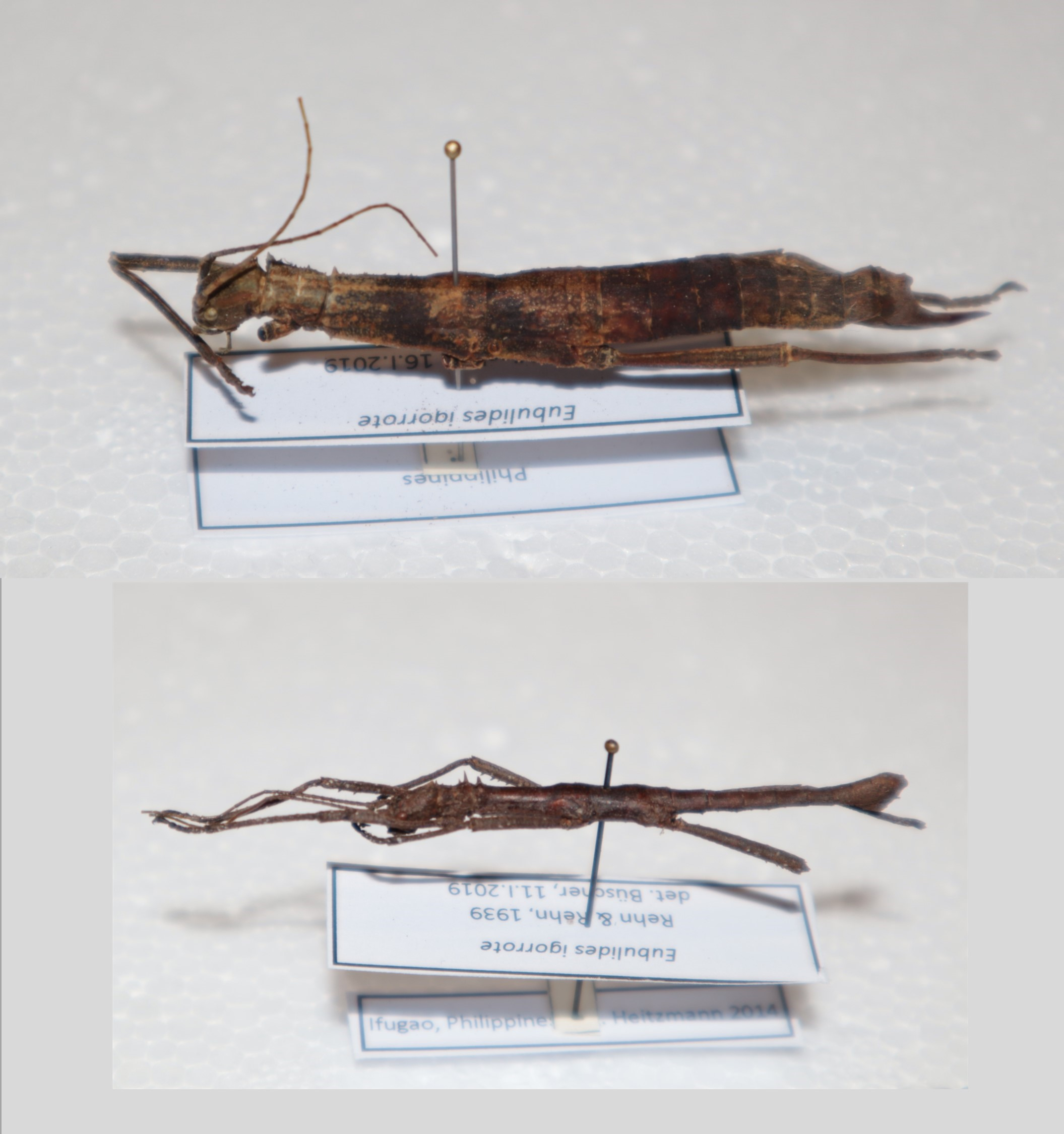
Präpariertes Weibchen und Männchen von Eubulides igorrote

Eubulides ist eine auf den Philippinen beheimatete Gespenstschrecken-Gattung.

## Merkmale
Bei den Vertretern von Eubulides handelt es sich um mittelgroße, sehr schlanke und nur wenig oder kaum bedornte Obriminae-Arten. Die Männchen werden 46 bis 62,5 mm lang. Die Weibchen erreichen 52 bis 92 mm Länge. Der Kopf ist flach und wie das Pronotum kaum bewehrt oder nur mit kleinen Tuberkeln besetzten. Lediglich am Vorderrand des langgestreckten Mesonotums können Stacheln sitzen. Auf dem restlichen Mesonotum können sich wenige Tuberkel befinden. Die Mittelschenkel sind deutlich, die Hinterschenkel sehr stark gezähnt. Der sekundäre Ovipositor der Weibchen, ist als gebogener Legestachel ausgebildet.

## Verbreitung
Das bisher bekannte Verbreitungsgebiet der Gattung umfasst die philippinischen Inseln Luzon, Leyte, Mindanao und Polillo. Auf Luzon sind Vertreter in den Provinzen Ilocos Norte, Mountain Province, Kalinga, Quirino, Ifugao, Quezon, Camarines Sur und Nueva Vizcaya, auf Mindanao in den Provinzen Bukidnon und Agusan del Sur nachgewiesen.

## Systematik
Im Jahr 1877 errichtete Carl Stål die Gattung Eubulides in der Erstbeschreibung von Eubulides alutaceus, die damit zur Typusart der Gattung wurde. Der Name ist dem griechischen Philosophen Eubulides gewidmet. William Forsell Kirby führt die Gattung 1904 in der Unterfamilie Eurycanthinae, die heute nur noch als Tribus Euricanthini angesehen wird. Er rechnete ihr mit der neubeschriebenen Eubulides spuria eine zweite Art hinzu, die seit 2005 als Synonym zu Dryococelus australis angesehen wird. Josef Redtenbacher behandelt die Gattung 1906 weiter als monotypisch und führt sie in der Tribus Obrimini. Zwei weiteren Arten sind durch Beschreibungen von James Abram Garfield Rehn und John W. H. Rehn im Jahr 1939 dazugekommen. Die 2022 von Mescel S. Acola, Jeremy Carlo B. Naredo und Orlando L. Eusebio 2022 beschriebene Eubulides manobo aus der Provinz Cotabato auf Mindanao wurde von Frank H. Hennemann in die eigens für diese Art aufgestellte Gattung Armadolides überstellt. Gleichzeitig beschrieb Hennemann vier weitere Eubulides-Arten.
Gültige Arten sind:
- Eubulides alutaceus Stål, 1877
- Eubulides blaan Hennemann, 2023
- Eubulides constanti Hennemann, 2023
- Eubulides igorrote Rehn & Rehn, 1939
- Eubulides lumawigi Hennemann, 2023
- Eubulides taylori Rehn & Rehn, 1939
- Eubulides timog Hennemann, 2023

Im Jahr 2004 erhob Oliver Zompro die Obrimini in den Rang einer Unterfamilie und unterteilte sie in drei Tribus. Eine davon war die der Eubulidini, in der er neben der namensgebenden Gattung Eubulides auch Tisamenus, Ilocano (heute Synonym zu Tisamenus), Hoploclonia, Stenobrimus, Heterocopus, Pterobrimus und Theramenes führt. Diese Tribus wurde 2016 von Hennemann et al. wieder eingezogen und gilt heute als Synonym zu den Obrimini.
In ihrer 2021 veröffentlichten, vor allem auf Molekulargenetik basierenden Arbeit zur Ausbreitung und den Verwandtschaftsverhältnissen innerhalb der Heteropterygidae untersuchten Sarah Bank et al. auch Proben von fünf Vertretern der Gattung Eubulides. Drei erwiesen sich als konspezifisch und wurden als Eubulides igorrote identifiziert. Zwei weitere konnten zunächst keiner bekannten Art zugeordnet werden und stellen neue Arten da. Eine wurde 2023 von Hennemann als Eubulides timog beschrieben. Die zweite stammt wie die ebenfalls von Hennemann beschriebene Eubulides blaan von Mindanao genauer vom Mt. Kitanglad in der Provinz Bukidnon. Innerhalb der Obrimini bildet die Gattung eine Schwestergruppe mit einer aus den Gattungen Sungaya, Trachyaretaon und Trachyaretaon negrosanon gebildeten Klade.

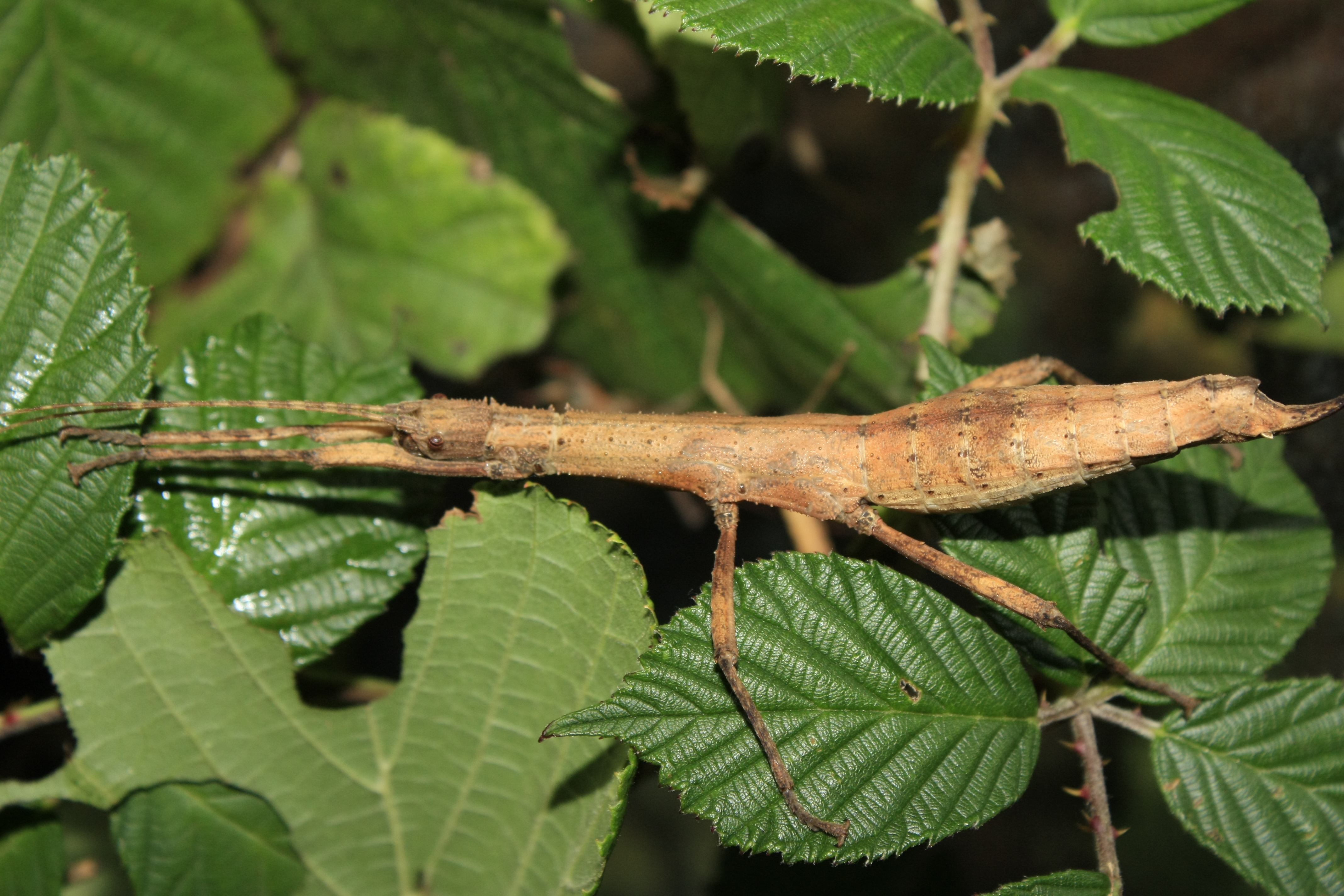
Weibchen von Eubulides timog (PSG-Nr. 311)

## Terraristik
Der erste und wohl heute einzige Zuchtstamm einer Eubulides-Art geht auf Tiere zurück die 2009 von Joachim Bresseel und Thierry Heitzmann in Infanta in der Provinz Quezon auf der Insel Luzon gesammelt worden sind und die von Hennemann 2023 als Eubulides timog beschrieben worden sind. Für diesen Zuchtstamm wurde von der Phasmid Study Group die PSG-Nummer 311 vergeben. Eubulides timog war zunächst sexuell in Zucht, wird aber nur noch parthenogenetisch gehalten. Die anfangs noch unbeschriebene Art wurde zunächst Eubulides igorrote, später Eubulides alutaceus zugeordnet. Während letztere eine deutlich robuster Art ist, als die Tiere des Zuchtstammes, hat Eubulides igorrote auf dem Pronotum kleine und auf dem Vorderrand des Mesonotums größere Stacheln, die denen des Zuchtstammtiere fehlen. Zwei bis drei weitere Zuchtstämme, die als Eubulides sp. 'Ifugao' bzw. wiederum als Eubulides alutaceus 'Vera Falls' nach Europa gelangten, sind nicht mehr in Zucht.
Eubulides timog benötigt eine hohe Luftfeuchtigkeit und Bodengrund zur Eiablage. Während die zuerst gezüchteten Generationen nur Araceaen, wie die Efeutute fraßen, sind sie mittlerweile problemlos mit dem Laub von Brombeeren oder Haseln zu ernähren. Der parthenogenetische Zuchtstamm gilt als leicht zu halten bzw. zu vermehren.